# Otto Thielemann (Politiker)
Otto Thielemann (* 12. Januar 1891 in Braunschweig; † 17. März 1938 im KZ Dachau) war ein deutscher SPD-Politiker und Zeitungsredakteur. Er war von 1924 bis 1933 Mitglied des Braunschweigischen Landtages, wandte sich aktiv gegen den Nationalsozialismus und wurde nach Misshandlungen und sogenannter Schutzhaft im KZ-Dachau ermordet.

## Leben
Der gelernte Kaufmann nahm von 1916 bis 1918 am Ersten Weltkrieg teil. Nach der Novemberrevolution 1918 trat er in die USPD ein und wechselte 1922 in die SPD. Von Oktober 1921 bis Oktober 1922 war er in Braunschweig Redakteur der USPD-Zeitung Freiheit. Anschließend arbeitete er von November 1922 bis 1933 als Redakteur der sozialdemokratischen Tageszeitung Braunschweiger Volksfreund, deren Chefredakteur er zuletzt war. Thielemann war SPD-Ortsvereinsvorsitzender und seit 1929 im SPD-Bezirksvorstand. Weiter war er Vorstandsmitglied der Deutschen Friedensgesellschaft in Braunschweig und im Reichsbanner Schwarz-Rot-Gold aktiv.
Er zählte zu den schärfsten Kritikern der Braunschweiger Nationalsozialisten, die bereits seit 1930 an der Regierung des Landes/Freistaats Braunschweig beteiligt waren. Zu der vom nationalsozialistischen Innenminister Dietrich Klagges betriebenen Einbürgerung Adolf Hitlers, der pro forma eine Stelle als braunschweigischer Regierungsrat erhielt, stellte Thielemann folgende kritische Anfrage:
„Welche Aufträge hat der Regierungsrat Hitler bisher der braunschweigischen Wirtschaft zuführen können und welche Arbeiten hat er bisher überhaupt für den Staat Braunschweig geleistet?“

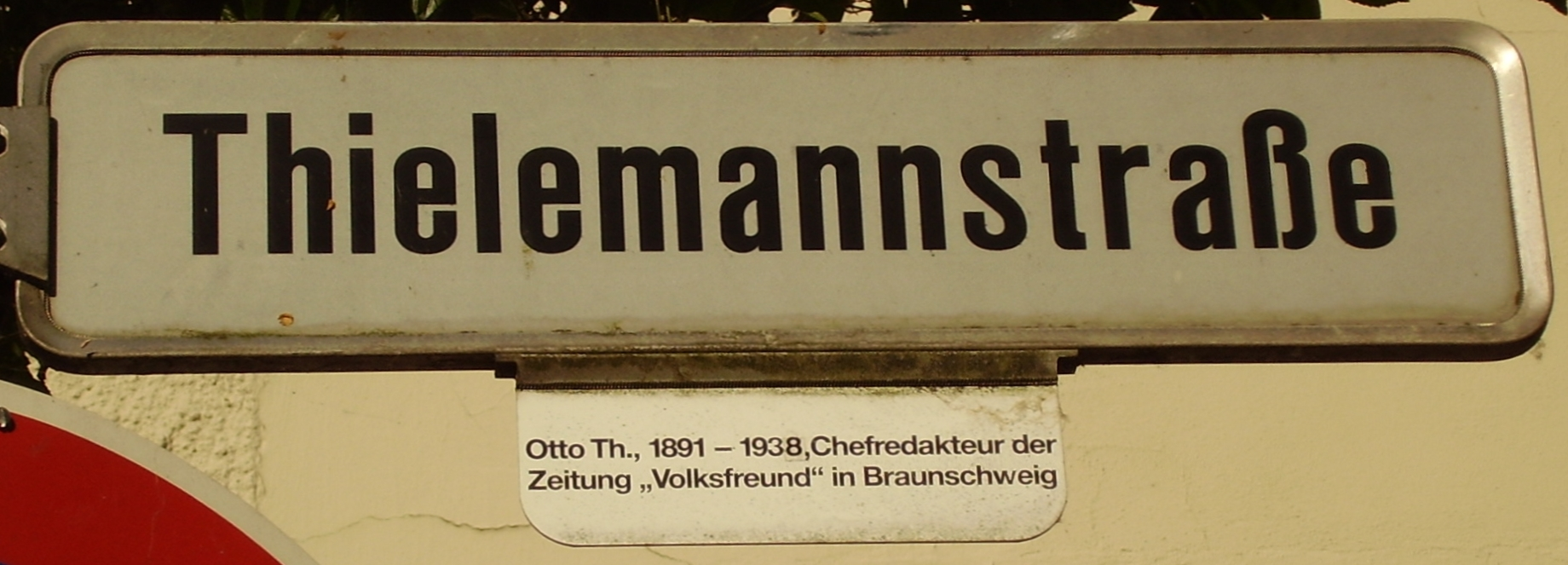
Straßenschild zur Erinnerung an Otto Thielemann

Nach der nationalsozialistischen „Machtergreifung“ wurden sozialdemokratische Landtagsabgeordnete im Frühjahr 1933 zum Verzicht auf ihr Mandat genötigt. Thielemann weigerte sich hartnäckig, wurde daraufhin im Volksfreundhaus schwer misshandelt, zur Niederlegung seines Mandats gezwungen und anschließend in „Schutzhaft“ genommen. Am 19. April 1934 verurteilte ihn ein Sondergericht nach dem Heimtückegesetz wegen einer abfälligen Äußerung über die Reichsregierung zu einer dreijährigen Haftstrafe. Im Juli 1936 wurde er im Konzentrationslager Dachau interniert und dort am 17. März 1938 ermordet. Inzwischen erinnert eine nach ihm benannte Straße in Braunschweigs Östlichem Ringgebiet an ihn.

## Schriften (Auswahl)
- Der Schwärmer von Bazancourt. Braunschweig 1921.
- Reingott, der Mensch. 1924.